# Creu de terme de Can Mercader
La Creu de terme de Can Mercader és una obra d'Argentona (Maresme) protegida com a Bé Cultural d'Interès Local.

## Descripció
Creu de terme realitzada el 1900 atribuïda a l'escultor Noel Clarasó. Sobre una base de pedra en forma circular s'alça un monòlit de pedra rectangular amb inscripcions a les quatre cares. Segueix una columna de pedra, a la part superior de la qual hi ha un rotlle amb escultures religioses i es culmina el conjunt amb la creu clàssica. A una banda de la creu hi trobem la Verge Maria i a l'altra el Sant Crist. La columna s'ha hagut de restaurar perquè va caure.
Oralment s'ha trasmès l'autoria de l'escultor Enric Clarassó, familiar del promotor de la creu, Eduard Mercader.